# Jensenia wallisii
Jensenia wallisii là một loài rêu trong họ Pallaviciniaceae. Loài này được (J.B. Jack & Stephani) Grolle mô tả khoa học đầu tiên năm 1964.